# Tom Sims
Thomas Paul Sims (Los Angeles, 1950. december 6. - Santa Barbara, 2012. szeptember 12.) amerikai extrém sportoló, többszörös gördeszka, snurfer és snowboard világbajnok, a snowboard egyik nagy hatású figurája.

## Élete
Los Angelesben született, de születése után két évvel a család átköltözött a keleti partra, New Jerseybe.
Tízévesen kapta első gördeszkáját. Alig három évvel később az iskola műhelyében már egy olyan deszkán dolgozott, amivel a havon csúszhat, mivel a havas-jeges téli New Jerseyben a gördeszka használhatatlan volt.
Időközben Sherman Poppen snurfere elárasztotta a piacot, de Sims érdeklődése a deszkaépítés iránt nem csillapodott, és mindössze öt évvel azután, hogy visszaköltözött Kaliforniába, 1976-ban megalapította saját műhelyét Sims Skateboard Company néven.
Karrierje csúcsán lévő versenyzőként vezette be szponzorációs rendszerét, mely máig etalon, és több ridert is hozzásegített a profivá váláshoz.
Közben a hó és deszka párosítása is fejlődött, és Sims a gördeszka- és szörfgyártás tapasztalatainak felhasználásával Burton és Milovich deszkái árának töredékéért kínálta saját fejlesztésű deszkáit.
Sims versenyzőként is sikeres volt. Ő és csapata több vb-címet és US Opent nyert, legyen szó gördeszkáról, snowboardról, longboardról, lesiklásról, slalomról vagy banked slalomról.
Emellett Simset a freestyle atyjaként is azonosítják, mivel megépítette hóból az első félcsövet és bevezette a highback kötést, mellyel puha cipőben is lehetett deszkázni, illetve olyan trükköket beadni, amiket kemény bakancsban lehetetlen volna. Termékeny innovátor volt, akinek nevéhez sok „első” dolog fűződik, így az első kétirányú „pro” snowboard és az első lányokra szabott deszka.
Mindemellett sokat tett a snowboard népszerűségéért és mainstream elfogadtatásáért. '84-ben például rávette a Halálvágta című James Bond film producerét, hogy szerepelhessen a filmben Roger Moore dublőreként, ahol egy felrobbant motoros szán első csúszótalpát használja snowboardként. Ebben a jelenetben látható a világ első feljegyzett watersplash[forrás?] csúszása szintén Sims által.
Ismertségét felhasználva próbált meg lobbizni a sípályák tulajdonosainál, akik lassan engedtek a kérésnek és felengedték a liftekre a snowboardosokat is, ennek hatására a sport újabb lendületet vett.